# Rebecka Hemse
Ingrid Rebecka Elisabet Hemse, född 4 augusti 1975 i Överjärna, Södertälje kommun, är en svensk skådespelare.

## Biografi
Rebecka Hemse är dotter till Lisbet Hemse och Kjell Andersson och har fem syskon. Hemses far tillhörde den antroposofiska rörelsen i Järna och hon gick där i Waldorfskolan. Hon växte upp både i Järna och i Stockholm. Hennes far, som har grekiskt ursprung och har en stor släkt i Italien, byggde musikinstrument och spelade trummor i proggbandet Archimedes Badkar. Hennes mor arbetade med språk.
Som tolvåring kontaktade Hemse skådespelaren Marika Lagercrantz i den fria teatergruppen Jordcirkus och meddelade att hon ville vara med. Snart fick hon en roll i uppsättningen av Dickens En julsaga och spelade senare bland annat huvudrollen som Eurydike i pjäsen Orfeus och Eurydike. Hemse hoppade sedan av teaterlinjen vid Södra Latins gymnasium för att i stället spela i Teater Galeasens uppsättning av Bernard-Marie Koltès Roberto Zucco 1993, och det ledde i sin tur till huvudrollen i Frank Wedekinds drama Lulu på Malmö Dramatiska Teater i regi av Staffan Valdemar Holm. Denna fick stor uppmärksamhet och blev hennes stora genombrott.
År 1993 långfilmsdebuterade Rebecka Hemse i ungdomsfilmen Sökarna, följd av När alla vet (1995) och TV-serien Radioskugga (1995), varefter hon spelade Marie-Louise Ekmans alter ego i hennes Nu är pappa trött igen (1996) mot Gösta Ekman. I flera år har hon sedan bland annat spelat rollen som Inger, dotter till kommissarie Martin Beck (Peter Haber) i Beck-filmerna från 1997 och framåt. Åren 1998–1999 spelade hon sköterska i sjukhusserien S:t Mikael på SVT. Hemse spelade också huvudrollen i skräckfilmen Strandvaskaren 2004.
År 2004 blev Hemse anställd på Kungliga Dramatiska Teatern i Stockholm, där hon bland annat spelat huvudrollen som Dottern/Agnes i Mats Eks uppsättning av August Strindbergs Ett drömspel (2007),  som Ofelia i Staffan Valdemar Holms uppsättning av Hamlet (2008) och huvudrollen som Karoline i Michael Thalheimers uppsättning av Kasimir och Karoline (2008). Under våren 2009 medverkade hon som Saima Rönne i Final. Dessutom har Hemse till exempel spelat Clara i Riddartornet (2004); Mária Jefimovna Grékova, Nikolájs väninna, i Anton Tjechovs Platonov (2005) och Aricia, prinsessa från Aten, i Fedra (2006). Hon kan även ses som grannfrun i den tredje säsongen av tv-serien Fröken Frimans krig. 
Hon har arbetat som regiassistent vid Nationaltheatret i Oslo. Hösten 2019 debuterade Hemse som regissör med pjäsen Evakuering på Dramaten. Pjäsen spelades i en evakueringslägenhet vid Hötorget under Dramatens stambyte. 2022 regisserade hon Sara Stridsbergs pjäs Sårad ängel.
År 2006 fick hon Dramatens Margaretha Krook-stipendium. 2017 tilldelades hon Gunn Wållgren-stipendiet. Hon tilldelades O’Neill-stipendiet 2022.
Hon har även läst in ljudböcker, däribland Suzanne Collins Hungerspelen-trilogi.

### Privatliv
Hemse har ett förhållande med skådespelaren Danilo Bejarano. Hon har ett barn från ett tidigare förhållande.

## Utmärkelser
- Litteris et Artibus[9] (2025)

## Filmografi (i urval)
- 1993 – Sökarna
- 1995 – Radioskugga (TV-serie)
- 1995 – När alla vet
- 1996 – Nu är pappa trött igen
- 1997 – Radioskugga (TV-serie)
- 1997 – Beck – Lockpojken
- 1997 – Beck – Mannen med ikonerna
- 1997 – Beck – Pensionat Pärlan
- 1998 – Beck – The Money Man
- 1998 – Beck – Monstret
- 1998 – Beck – Vita nätter
- 1998 – Beck – Öga för öga
- 1998 – S:t Mikael (TV-serie)
- 1999 – Happy End
- 2000 – Judith (TV-serie)
- 2001 – Syndare i sommarsol
- 2001 – Beck – Mannen utan ansikte
- 2001 – Beck – Hämndens pris
- 2002 – Beck – Kartellen
- 2002 – Beck – Enslingen
- 2002 – Beck – Okänd avsändare
- 2002 – Beck – Annonsmannen
- 2002 – Beck – Sista vittnet
- 2002 – Beck – Pojken i glaskulan
- 2003 – Detaljer
- 2004 – Strandvaskaren
- 2006 – Beck – Skarpt läge
- 2006 – Beck – Flickan i jordkällaren
- 2006 – Beck – Advokaten
- 2007 – Beck – Gamen
- 2007 – Beck – Den japanska shungamålningen
- 2007 – Beck – Den svaga länken
- 2007 – Beck – Det tysta skriket
- 2007 – Beck – I Guds namn
- 2007 – Kärlek på film
- 2009 – Beck – Levande begravd
- 2012 – 30 grader i februari
- 2012 – Maria Wern - Inte ens det förflutna
- 2012 – Dag (TV-serie)
- 2012 – Fuck Up
- 2013 – Allt faller (TV-serie)
- 2016 – Beck – Gunvald
- 2016 – Beck – Steinar
- 2016 – Beck – Sista dagen
- 2016 – Fröken Frimans krig (TV-serie)
- 2017–2019 – Innan vi dör (TV-serie)
- 2017 – Jordskott (TV-serie)
- 2018 – Beck – Ditt eget blod
- 2018 – Beck – Den tunna isen
- 2018 – De dagar som blommorna blommar (TV-serie)
- 2019 – Störst av allt (TV-serie)
- 2020 – Beck – Undercover
- 2020 – Beck – Utom rimligt tvivel
- 2021 – Beck – Döden i Samarra
- 2021 – Beck – Den förlorade sonen
- 2021 – Beck – Ett nytt liv
- 2022 – Beck – Rage Room
- 2022 – Beck – Dödsfällan
- 2023 – Beck – Dödläge

## Teater

### Roller (ej komplett)
| År   | Roll                                      | Produktion                                                                     | Regi                     | Teater   |
| ---- | ----------------------------------------- | ------------------------------------------------------------------------------ | ------------------------ | -------- |
| 2006 | Aricia, prinsessa från Aten               | Fedra (Phèdre) Jean Racine                                                     | Karl Dunér               | Dramaten |
| 2008 | Ofelia                                    | Hamlet William Shakespeare                                                     | Staffan Valdemar Holm    | Dramaten |
| 2009 | Saima Rönne                               | Final Victoria Benedictsson och Axel Lundegård                                 | Hilda Hellwig            | Dramaten |
| 2010 | Eléonore                                  | Slott i Sverige (Château en Suède) Françoise Sagan                             | Jenny Andreasson         | Dramaten |
| 2014 | Lady Anne                                 | Rickard III (The Life and Death of King Richard the Third) William Shakespeare | Stefan Larsson           | Dramaten |
| 2015 | Sabina                                    | Beckomberga Sara Stridsberg                                                    | Annika Silkeberg         | Dramaten |
| 2016 | Mariane                                   | Den girige (L'Avare ou l'École du mensonge) Molière                            | Gösta Ekman              | Dramaten |
| 2016 | Anna Åkerblom                             | Den goda viljan Ingmar Bergman                                                 | Eirik Stubø              | Dramaten |
| 2017 | Isadora Föreståndarinnan                  | Molnens bröder Barbro Lindgren                                                 | Lars Rudolfsson          | Dramaten |
| 2017 | Lady Anne                                 | Rickard III (The Life and Death of King Richard the Third) William Shakespeare | Stefan Larsson           | Dramaten |
| 2017 | Susanna                                   | Uppenbarelsen Mattias Andersson                                                | Mattias Andersson        | Dramaten |
| 2018 | Solveig Ingrid En grönklädd kvinna Anitra | Peer Gynt Henrik Ibsen                                                         | Michael Thalheimer       | Dramaten |
| 2018 |                                           | De oroliga Linn Ullmann                                                        | Pernilla August          | Dramaten |
| 2018 | Susanna                                   | Uppenbarelsen Mattias Andersson                                                | Mattias Andersson        | Dramaten |
| 2019 | Stella Kowalski                           | Linje Lusta (A Streetcar Named Desire) Tennessee Williams                      | Stefan Larsson           | Dramaten |
| 2020 | Solveig Ingrid En grönklädd kvinna Anitra | Peer Gynt Henrik Ibsen                                                         | Michael Thalheimer       | Dramaten |
| 2020 | Elektra                                   | Elektra Hugo von Hofmannsthal                                                  | Michael Thalheimer       | Dramaten |
| 2021 | Elektra                                   | Elektra Hugo von Hofmannsthal                                                  | Michael Thalheimer       | Dramaten |
| Anna | Tiden är vårt hem Lars Norén              | Eirik Stubø                                                                    | Kulturhuset Stadsteatern |          |
| 2022 |                                           | Nordic Crime Mattias Andersson                                                 | Mattias Andersson        | Dramaten |
| 2022 | Stella Kowalski                           | Linje Lusta (A Streetcar Named Desire) Tennessee Williams                      | Stefan Larsson           | Dramaten |
| 2024 |                                           | Titta en älg Kristina Lugn                                                     | Mellika Melouani Melani  | Dramaten |

### Regi (ej komplett)
| År   | Produktion                                                     | Upphovsmän      | Teater   |
| ---- | -------------------------------------------------------------- | --------------- | -------- |
| 2019 | Evakuering: De förskräckliga föräldrarna Les Parents terribles | Jean Cocteau    | Dramaten |
| 2024 | Svindel                                                        | Sara Stridsberg | Dramaten |

## Ljudboksuppläsningar (urval)
- 2012 – Hungerspelen av Suzanne Collins
- 2012 – Fatta eld av Suzanne Collins
- 2012 – Revolt av Suzanne Collins